# Tina Burner
Tina Burner, nombre artístico de Kristian Seeber (Lowville, 10 de noviembre de 1980), es una artista drag estadounidense más conocida por aparecer en Shade: Queens of NYC y en la decimotercera temporada de RuPaul's Drag Race. Formó parte de una boy band llamada 5th Ring.

## Carrera
Seeber solía formar parte de una boy band. Tina Burner ha sido nombrada National Miss Comedy Queen y compitió en la decimotercera temporada de RuPaul's Drag Race, donde fue eliminada en el episodio 11 y terminó en séptimo lugar. También trabajó durante un tiempo con el diseñador de moda Nicolas Putvinski.

## Vida personal
Seeber había mantenido una relación con Graham Norton, juez de RuPaul's Drag Race UK; ambos se habían conocido en el Barracuda Lounge de Nueva York. Seeber se trasladó al Reino Unido para estar con Norton, hasta su separación en 2006.

## Discografía
| Título                                | Año  | Notas                                                              |
| ------------------------------------- | ---- | ------------------------------------------------------------------ |
| "What I Did for Love"                 | 2021 | Feat. Blake Allen                                                  |
| "Proud of Your Boy"                   | 2021 | Feat. Blake Allen                                                  |
| "ConDragulations (Cast Version)"      | 2021 | por RuPaul juntó con el elenco de RuPaul's Drag Race, temporada 13 |
| "If You See Something Slay Something" | 2021 | [ 12 ]                                                             |

## Filmografía

### Televisión
| Año  | Título                                                  | Papel            | Notas                       | Ref    |
| ---- | ------------------------------------------------------- | ---------------- | --------------------------- | ------ |
| 2017 | Shade: Queens of NYC                                    | Elenco principal |                             |        |
| 2021 | RuPaul's Drag Race                                      | Concursante      | temporada 13; séptimo lugar |        |
| 2021 | RuPaul's Drag Race: Untucked                            | Concursante      | temporada 13                |        |
| 2021 | RuPaul's Drag Race: Corona Can't Keep a Good Queen Down | Ella misma       | especial independiente      | [ 13 ] |

### Series web
| Año  | Título             | Papel      | Notas    | Ref    |
| ---- | ------------------ | ---------- | -------- | ------ |
| 2021 | Ruvealing the Look | Ella misma | Invitada | [ 14 ] |
| 2021 | Whatcha Packin'    | Ella misma | Invitada | [ 15 ] |
| 2021 | The X Change Rate  | Ella misma | Invitada | [ 16 ] |